# Agustín Cejas
Agustín Mario Cejas (Buenos Aires, 22 de março de 1945 – Buenos Aires, 14 de agosto de 2015) foi um futebolista argentino que atuou como goleiro.

## Carreira

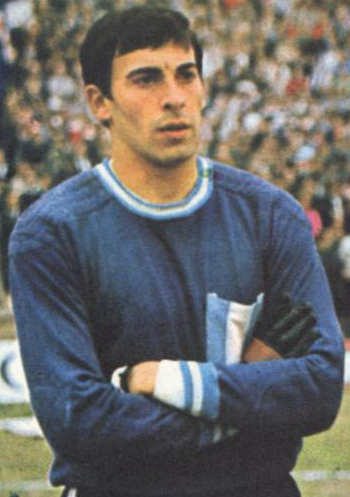
Cejas no Racing em 1967

Começou a sua carreira profissional atuando no Racing Club de Avellaneda, em 1962, do qual disputou 313 partidas em duas passagens pelo clube. Em 1964, aos 19 anos, disputou os Jogos Olímpicos de Tóquio defendendo seu país. Tornou-se um dos grandes ídolos e o atleta que mais atuou pelo Racing, conquistando o Campeonato Argentino de 1966, e a Copa Libertadores e o Mundial Interclubes de 1967.
Em 1970, Cejas teve uma grande atuação em um amistoso contra a Seleção Brasileira, no Maracanã, em 8 de março. No mesmo ano, foi contratado pelo Santos, onde teve uma trajetória marcante. Estreou na meta santista no dia 27 de setembro, em partida válida pelo Campeonato Brasileiro, diante do Cruzeiro, no Estádio do Mineirão.
Pelo Santos, conquistou o Campeonato Paulista de 1973. No mesmo ano, conquistou a Bola de Ouro da revista Placar, escolhido como o melhor goleiro da temporada. Também em 1973, defendeu a seleção do "Resto do Mundo" em um amistoso que marcou a despedida de Garrincha da Seleção Brasileira. Permaneceu no Peixe até o ano de 1974, atuando em 252 partidas, onde conquistou também o Torneio Quadrangular de Kingston na Jamaica e a Fita Azul do Futebol Brasileiro.
Em 1975 passou pelo Huracán e, em 1976, defendeu o Grêmio antes de retornar ao futebol argentino. Retornou ao Racing, onde ficou de 1977 a 1980, e seu último clube foi o River Plate, em 1981.

### Morte
Faleceu no dia 14 de agosto de 2015, uma quinta-feira, em Buenos Aires, em decorrência do Mal de Alzheimer.
A imagem de Cejas está gravada no muro do CT Rei Pelé, na Baixada Santista.

## Títulos
Racing
- Campeonato Argentino: 1966
- Copa Libertadores da América: 1967
- Copa Intercontinental: 1967

Santos
- Campeonato Paulista: 1973

River Plate
- Campeonato Argentino: 1981

### Prêmios individuais
- Bola de Ouro da revista Placar: 1973 (ao lado de Atilio Ancheta)